# マリア・エリーザベト・フォン・エスターライヒ (1680-1741)
マリア・エリーザベト・フォン・エスターライヒ（Maria Elisabeth von Österreich, 1680年2月13日 - 1741年8月26日）は、神聖ローマ皇帝レオポルト1世と皇后エレオノーレ・マグダレーネの次女。オーストリア領ネーデルラント総督を務めた。

## 生涯
リンツで生まれる。兄にヨーゼフ1世、妹にポルトガル王妃マリア・アナ、弟にカール6世らがいる。
1724年より、プリンツ・オイゲンの後任としてネーデルラント総督となった。彼女は生涯独身で、音楽や芸術を愛した。また、自分の与えられた任務にも忠実で、常にウィーンからの指示に頼ったわけではなかった。
1741年に死去し、最初ブリュッセルに埋葬されたが、後にウィーンの皇室納骨堂へ移葬された。

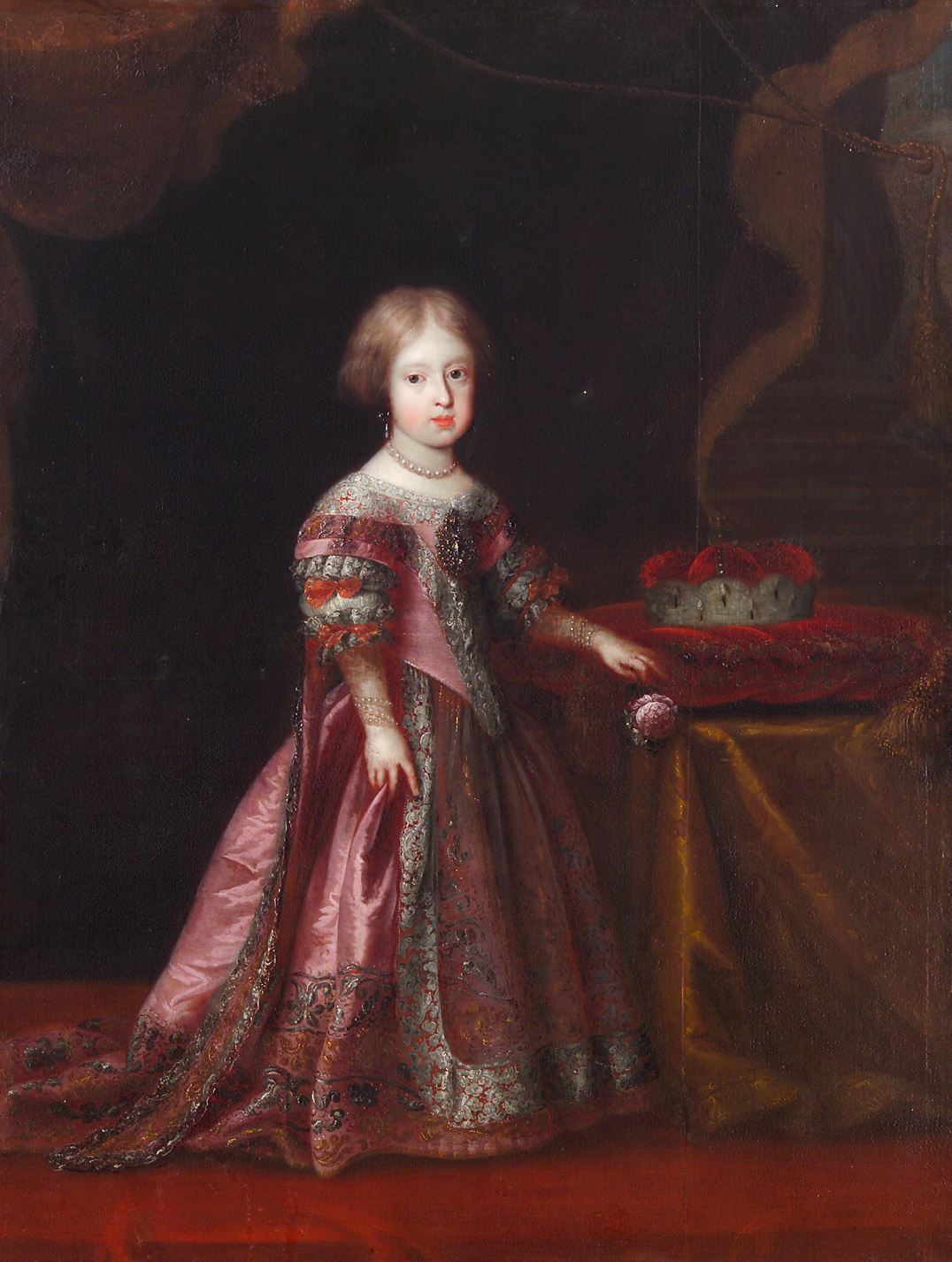
4歳ころのマリア・エリーザベト